# Adriaan van Roomen
Adriaan van Roomen (Adriaaen (Adriaen) van (Van) Romen; latinizirano Adrianus Romanus), belgijsko-flamski matematik, * 29. september 1561, Leuven, Flandrija, Belgija, † 4. maj 1615, Mainz, Nemčija.

## Življenje in delo
Van Roomen je najprej študiral na Jezuitskem kolegiju v Kölnu, nato pa medicino v Leuvnu. Med letoma 1586 in 1592 je poučeval matematiko in medicino v Leuvnu, zatem pa je odšel v Würzburg, kjer je spet predaval medicino. Veliko je potoval po Evropi. Leta 1585 je bil nekaj časa v Italiji, pri Claviusu. Deloval je na področjih algebre, trigonometrije in geometrije. Leta 1604 so ga posvetili v duhovnika. Po letu 1610 je poučeval matematiko v mestu Zamość na Poljskem.
Leta 1593 (1597) je spet v Evropi izračunal {\displaystyle \pi } na 17 (15) decimalk in je imel pravilni mnogokotnik s številom stranic že {\displaystyle n=10737411824=2^{30}}. Ta približek je podal v delu Matematično mišljenje (Ideae mathematicae). Njegovo zanimanje za število π je gotovo izviralo od poznanstva z van Ceulenom.
Podal je problem rešitve enačbe 45-te stopnje, ki jo je v nekaj minutah rešil Viète. Viète je van Roomnu podal problem konstrukcije kroga, ki se dotika treh danih krogov (Apolonijev problem), in van Roomen ga je rešil s pomočjo hiperbol, ter ga objavil leta 1596.
Ukvarjal se je s tetivami v krogu. Leta 1596 so posmrtno objavili von Retijeve trigonometrične tabele Opus palatinum de triangulis. Van Roomen je dvomil v točnost tabel in je pisal Claviusu na Rimski kolegij, da je bilo treba za točne vrednosti tangent in sekant na deset decimalk obravnavati 20 decimalnih mest za male vrednosti sinusa.
Leta 1600 je van Roomen obiskal Prago, kjer je spoznal Keplerja in mu povedal za morebitne netočnosti v von Retijevih trigonometričnih tabelah.
Posplošil je Paposova dognanja največjih površin mnogokotnikov z enakim obsegom. Napisal je tudi tolmač al-Hvarizmijeve Algebre, vendar sta se edini dve znani kopiji uničili v svetovnih vojnah leta 1914 in 1944.